# Actínio
O actínio (do grego "aktínos", raio luminoso) é um elemento químico de símbolo Ac, de número atômico 89 (89 prótons e 89 elétrons) com massa atómica 227,0 u. À temperatura ambiente, o actínio encontra-se no estado sólido.
É uma das terras raras e dá nome a um grupo de metais de transição interna denominados actinídeos. Pertence ao grupo 3 da classificação periódica dos elementos. Foi descoberto em 1899 pelo francês André-Louis Debierne. Tem como principais aplicações em radioterapia e como fonte de nêutrons.

## Características principais
É um elemento metálico, radioativo de aspecto prateado. Devido a sua intensa radioatividade brilha na escuridão com uma luz azulada. O isótopo Ac—227, que é encontrado em quantidades traços, em minerais de urânio, é um emissor de partículas alfa e partículas beta com um período de semidesintegração de 21,773 anos. Uma tonelada de mineral de urânio contém cerca de 0,1 gramas de actínio. Seu comportamento químico é muito similar aos demais terras raras, particularmente ao lantânio.

## Aplicações
Sua radioatividade é da ordem de 150 vezes a do rádio, tornando-se útil como fonte de nêutrons. Além disso. não tem aplicações industriais significativas. O Ac-225 é empregado em medicina na produção de Bi-213 para radioterapia.

## Compostos
- Fluoreto: Fluoreto de actínio(III)
- Cloreto: Cloreto de actínio(III)
- Brometo: Brometo de actínio(III)
- Iodeto: Iodeto de actínio(III)

Os halogenetos são conhecidos nos estados de oxidação de +3 .
| Número de oxidação | F                                    | Cl                                   | Br                                   | I                                  |
| ------------------ | ------------------------------------ | ------------------------------------ | ------------------------------------ | ---------------------------------- |
| +3                 | Fluoreto de actínio(III) AcF3 branco | Cloreto de actínio(III) AcCl3 branco | Brometo de actínio(III) AcBr3 branco | Iodeto de actínio(III) AcI3 branco |

## História
O actínio (do grego "ακτις", "ακτινoς", raio luminoso), foi descoberto em 1899 pelo químico francês André-Louis Debierne que o obteve da pechblenda. Em 1902 foi descoberto, de forma independente, por Friedrich Otto Giesel.

## Abundância e obtenção
São encontrados traços de actínio (Ac-227) em minerais de urânio, porém são obtidos em pequenas quantidades (na ordem de miligramas) bombardeando o rádio-226 com nêutrons em reatores nucleares. O metal é obtido mediante a redução do fluoreto de actínio com vapor de lítio a 1100-1300 °C.

## Isótopos
O isótopo radioativo Ac-227 é o único que se encontra na natureza e é o mais estável entre os trinta isótopos identificados com uma meia-vida de 21,773 anos, seguido do Ac-225 ( 10 dias ) e o Ac-226 ( 29,37 horas ). O resto dos isótopos apresentam meias-vidas inferiores a 10 horas, e a maioria destes menos de 1 minuto. O Ac-228, da série do Th-232, é conhecido como "mesotório 2".
O Ac-227 alcança o equilíbrio com seus produtos de desintegração transcorridos 185 dias, desintegrando-se posteriormente com uma meia-vida de 21,773 anos.

## Precauções
O Ac-227 é extremamente radioativo, e levando em conta seus efeitos potenciais sobre a saúde, é tão perigoso quanto o plutônio. A ingestão, mesmo em pequenas quantidades, pode causar danos muito graves.  